# 阿部勤
阿部 勤（あべ つとむ、男性、1936年7月7日 - 2023年1月10日）は、日本の建築家。日本大学芸術学部非常勤講師。
1960年 早稲田大学理工学部建築学科卒業後、坂倉準三建築研究所勤務。その間にタイにて、農業工業学校25校の設計管理でタイ国中を歩き廻り東南アジアや南の島の風土がすっかり好きになる。1975年にアルテック設立。1995年から屋久島に手造りで小屋を建て始め、現在まだ完成していない。時々行って少しずつ造ることを楽しんでいる。
2004年 「私の家」第5回日本建築家協会25年賞受賞。
2008年「賀川豊彦記念松澤資料館」第8回日本建築家協会25年賞受賞。
2011年「スタンレー電気技術研究所本棟」
第11回日本建築家協会25年賞受賞。
2012年「桜台の家」第12回日本建築家協会25年賞受賞
2023年 肺炎のため死去

## 経歴
- 1936年 - 東京都生まれ。
- 1960年 - 早稲田大学理工学部建築学科卒業後、坂倉準三建築研究所勤務。
- 1975年 - 室伏次郎とともにアルテック建築研究所設立。
- 1981年 - 1984年 - 早稲田大学理工学部非常勤講師。
- 1984年 - アルテック設立。
- 1985年 - 「蓼科レーネサイドスタンレー」第4回日本建築家協会新人賞受賞。
- 1989年 - 東京芸術大学美術学部非常勤講師。
- 1995年 - 女子美術短期大学非常勤講師。
- 2006年 - 日本大学芸術学部非常勤講師。

## 著書
- 「現代建築/空間と方法2」阿部勤 (1986) 同朋舎
- くうねるところにすむところ-子どもたちに伝えたい家の本- 09「中心のある家」阿部勤 (2005/07) インデックス・コミュニケーションズ